# Park Narodowy Keibul Lamjao
Park Narodowy Keibul Lamjao – park narodowy położony na jeziorze Loktak w stanie Maharasztra w południowo-wschodnich Indiach.

## Charakterystyka parku
Park narodowy obejmuje wiele małych pływających wysepek zbudowanych z wodnej roślinności tworząc ekosystem dla zagrożonego gatunku jelenia – jelenia Elda.

## Fauna
Na terenie parku poza jeleniem Elda występują również sambary, dziki, wiwery indyjskie, koty błotne, kanie czarne, zimorodki oraz liczne żółwie, jaszczurki i żmije (kobry wodne).